# Баллард, Роберт
Роберт Дуэйн Баллард (англ. Robert Duane Ballard; род. 30 июня 1942) — американский исследователь, профессор океанологии, капитан второго ранга ВМС США в отставке. Известен благодаря своим исследованиям в области подводной археологии. Прославился обнаружениями ряда затонувших судов, а именно: в 1985 году обломков лайнера «Титаник», в 1989 году немецкого линкора «Бисмарк» и в 1998 году авианосца USS Yorktown. В 2002 году он обнаружил останки торпедного катера PT-109, которым командовал будущий президент США Джон Кеннеди. Руководит океанографическими исследованиями на научном судне Nautilus (англ. EV Nautilus)

## Биография
Баллард вырос в районе Пасифик Бич, Сан-Диего, Калифорния. Его мать была немецкого происхождения, а отец британского. Интерес к подводным исследованиям появился после прочтения романа Жюля Верна «Двадцать тысяч льё под водой». Также повлияла его повседневная жизнь у океана в Сан-Диего и новаторское, по тому времени, строительство батискафа «Триест».
Баллард начал работать для Andreas Rechnitzer’s Ocean Systems Group в North American Aviation в 1962 году, когда его отец, Чет Баллард, главный инженер программы Минитмен в North American Aviation, помог ему устроиться на неполный рабочий день. В North American Aviation принимал участие в разработке, как оказалось после, неудачного проекта для конкурсной заявки на постройку подводного аппарата «Алвин» для Океанографического института в Вудс Холле, Массачусетс.
В 1965 году Баллард окончил Калифорнийский университет в Санта-Барбаре, получив степень бакалавра в области химии и геологии. Будучи студентом в Санта-Барбаре, он присоединился к студенческому братству Sigma Alpha Epsilon, а также окончил курс Корпусa подготовки офицеров запаса армии США. Позже в 1966 году он получил степень магистра в Гавайском университете в области геофизики. Во время учебы он дрессировал дельфинов и китов, чтобы заработать себе на жизнь. После свадьбы, Баллард вернулся к работе в North American Aviation.
Баллард работал над получением степени доктора философии на кафедре морской геологии в университете Южной Калифорнии, когда в 1967 году был призван на военную службу. По его просьбе, Баллард был переведён в армию ВМС США как океанолог. В ВМС Баллард был назначен в качестве офицера по связи и координации между управлением военно-морских исследований и океанографическим институтом в Вудс-Холле.
После окончания службы в ВМС США в 1970 году Баллард продолжил работу в Вундс-Холле, убеждая учёных и спонсоров в необходимости финансирования и использования аппарата «Алвин» для подводных исследований. Четыре года спустя Баллард получил докторскую степень в области морской геологии и геофизики в университете Род-Айленд.
Первое погружение Баллард совершил на субмарине Ben Franklin (PX-15) в 1969 году у берегов Флориды в ходе экспедиции океанографического института Вудс-Холл. Летом 1970 года Баллард начал проект по отображению полей в заливе Мэн для докторской диссертации. В проекте использовалась пневматическая пушка, которая посылала звуковые волны под водой для определения базовой структуры дна океана, и субмарина «Алвин», которая использовалась, чтобы искать и поднимать на поверхность образцы коренных пород.
Летом 1975 года Баллард принял участие во франко-американской экспедиции Фере по поиску гидротермальных жерл на Срединно-Атлантическом хребте, но экспедиция не увенчалась успехом, не обнаружив ни одного активного жерла. В помощь экспедиции 1979 года были направлены глубоководные буксируемые фотокамеры, которые могли фотографировать морское дно и облегчить поиск.
Когда «Алвин» осматривал один из участков, на которых они были расположены, учёные обнаружили чёрный дым, вырывающийся из жерла, что не наблюдалось ранее на Галапагосских островах. Баллард и геофизик Жан Франчетти на следующий день обнаружили чёрного курильщика. Они смогли измерить температуру газа на выходе из жерла, которая составила 350 °C. Баллард и Франчетти продолжили поиски новых жерл вдоль Восточно-Тихоокеанского поднятия между 1980 и 1982 годами.

## Военная карьера
В 1965 году Баллард попал в Армию США через учебную программу по резервированию офицеров. Баллард был назначен офицером разведки и сперва получил полномочия второго лейтенанта в Армейском резерве США. Он был призван на военную службу в Армию США в 1967 году, но подал рапорт с просьбой о переводе в ВМС США. Его просьба была удовлетворена, и Баллард был переведён в ВМС США как океанолог. В 1970 году Баллард был переведён обратно в статус резервиста, в котором и находился большую часть своей военной карьеры, за исключением вызовов на обязательное обучение и специальные задания командования. В 2004 году, по достижении установленного законом пенсионного возраста, он уволился из ВМС США, получив к тому времени звание офицера.

## Морская археология

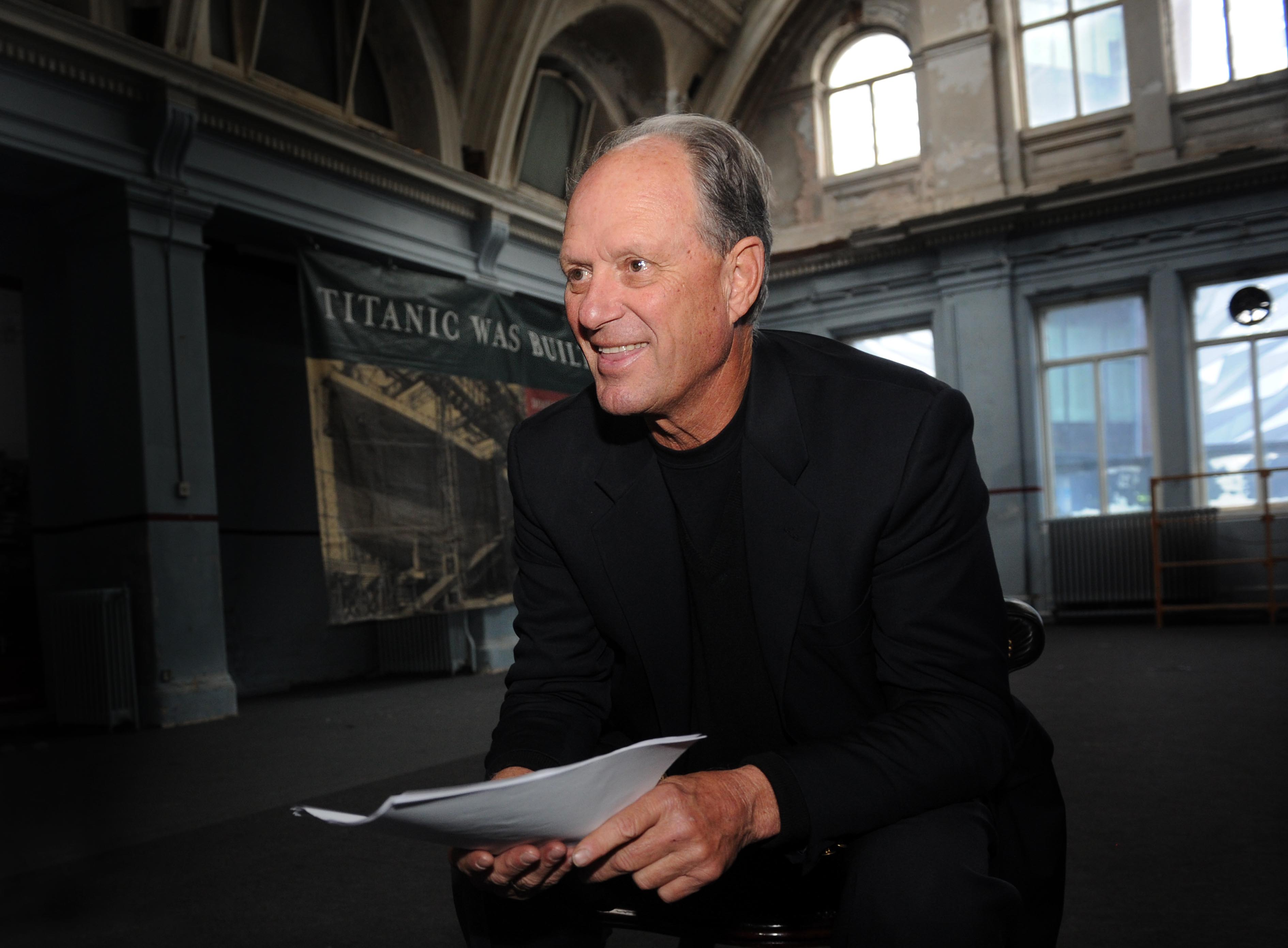
Роберт Баллард в Чертёжном офисе «Титаника», Белфаст (31 октября 2011)

Баллард интересовался морем с раннего возраста, a работа в Вудс-Холл и опыт в дайвинге в Массачусетсе пробудили в нём интерес к кораблекрушениям и их исследованиям. Его работы в ВМС США содействовали развитию малых беспилотных подводных аппаратов, которыми можно было дистанционно управлять с надводного корабля, оборудованного осветительными приборами, камерами и рукой-манипулятором. Уже в 1973 году Баллард попытался найти останки Титаника. В 1977 году он отправился в свою первую экспедицию, которая не увенчалась успехом.

### «Титаник»
Летом 1985 года Баллард хотел отправиться на французском исследовательском судне Le Suroît, оборудованном гидролокаторами на поиски затонувшего «Титаника». Когда французский корабль отозвали, Баллард перешёл на судно R/V Knorr от Вудс-Холла. Это путешествие было специально профинансировано ВМС США для секретной разведки двух затонувших в 1960-е годы атомных подводных лодок USS Scorpion и USS Thresher, а не «Титаника». Возвращаясь в 1982 году, Баллард обратился с просьбой к ВМС США дать глубоководный исследовательский аппарат «Арго» для поиска Титаника. ВМС не были заинтересованы в том, чтобы расходовать деньги на поиски большого океанического лайнера. Однако они были заинтересованы в том, чтобы узнать судьбу без вести пропавших лодок и в конечном итоге пришли к выводу, что «Арго» сможет это сделать. ВМС согласились профинансировать Балларда в поисках «Титаника» в том случае, если он найдёт и исследует две затонувшие подводные лодки, узнает состояние их ядерных реакторов после столь длительного нахождения в воде и есть ли радиоактивное загрязнение окружающей среды. Баллард был принят на временную службу в подразделение ВМС США, отвечающее за поиски и исследование обломков. После завершения миссии ему выделили необходимые средства для поиска «Титаника».
После завершения миссии для ВМС США R/V Knorr прибыл на место 22 августа 1985 года и развернул «Арго». Когда Баллард искал две затонувшие подводные лодки, он обнаружил, что их корпуса распались на части из-за огромного давления. От взрыва дно океана было усеяно тысячами обломков. Эти обломки оставили длинный след, который и привёл к обломкам субмарин, что было лучше, нежели если бы лодки не разрушились. Баллард знал, что при погружении и разломе на части у «Титаника» взорвались паровые котлы. Учитывая это, Баллард знал, что «Титаник» оставил после себя такой же след мусора.
В ночь на 1 сентября 1985 года команда экспедиции заметила на экране эхолокатора неровности на гладком дне океана. Сначала это были оспины, как кратеры от ударов мелких метеоритов. В конце концов был замечен мусор, как только вся команда проснулась. Наконец, был замечен паровой котёл, и вскоре после этого корпус судна был найден.
Команда Балларда осмотрела судно, оценила состояние корпуса. Они подтвердили тот факт, что при погружении «Титаник» разломился надвое, и корма была в гораздо худшем состоянии, чем нос корабля. Исследования судна велись недолго, но слава Балларду была обеспечена. Первоначально Баллард планировал оставить в тайне координаты местоположения судна, чтобы никто не смог осквернить это место, которое он считал кладбищем затонувшего корабля.
12 июля 1986 года Баллард и его команда на судне «Атлантиса» вернулись на место крушения, чтобы сделать первое детальное исследование места гибели судна. На этот раз с Баллардом был аппарат для глубоководных погружений «Элвин», который вмещал в себя 3-х человек. «Элвина» сопровождал небольшой аппарат «Джейсон Юниор» с дистанционным управлением, который через небольшое отверстие мог проникнуть внутрь судна. Хотя в первом погружении (только погружение и подъём вместе занимали 5 часов) были незначительные технические проблемы, последующие погружения были более успешными. Был составлен подробный отчёт о состоянии судна.

### Другие затонувшие корабли

#### Бисмарк
Баллард в 1989 году задумал решить ещё более сложную задачу — найти немецкий линкор Бисмарк. Глубина, на которой затонул Бисмарк, была больше той, где затонул Титаник. Баллард попытался выяснить, линкор был взорван торпедой или потоплен командой. Через три недели после экспедиции у Балларда случилась трагедия — в автокатастрофе погиб его 21-летний сын Тодд, который помогал отцу в поисках линкора.

#### Лузитания
В 1993 году Баллард начал исследование корабля Лузитания, потопленного у ирландского побережья. Корабль был атакован одной торпедой, от которой последовал второй взрыв. Баллард определил, что паровые котлы целы, и поэтому взрыв мог быть вызван угольной пылью. Другие исследователи поставили под сомнение эту гипотезу. Баллард не исключал возможность контакта холодной морской воды с горячей из паровых котлов судна.

#### Битва за Гуадалканал
Баллард и его команда посетили место залегания обломков многих кораблей, погибших во время Второй мировой войны в битвах за Тихий океан. Его книга «Список кораблей Гуадалканала» включает множество фотографий судов, затонувших в Айрон-Боттом-Саунде, проливе между островами Гуадалканал и Нггела, принадлежащих Соломоновым Островам.

#### USSYorktown
19 мая 1998 года Баллард обнаружил останки авианосца USS Yorktown, погибшего в битве за Мидуэй. Судно покоится на глубине 5500 метров.

#### PT-109
В 2002 году Национальное географическое общество совместно с Баллардом направили дистанционное судно на Соломоновы Острова. Они обнаружили останки торпедного катера «PT-109», бывшего на момент потопления под командованием Джона Кеннеди, который в 1943 году был атакован японским эсминцем «Amagiri». Детали этой экспедиции Баллард представил в Президентской библиотеке имени Джона Кеннеди в 2005 году.

### Институт исследований

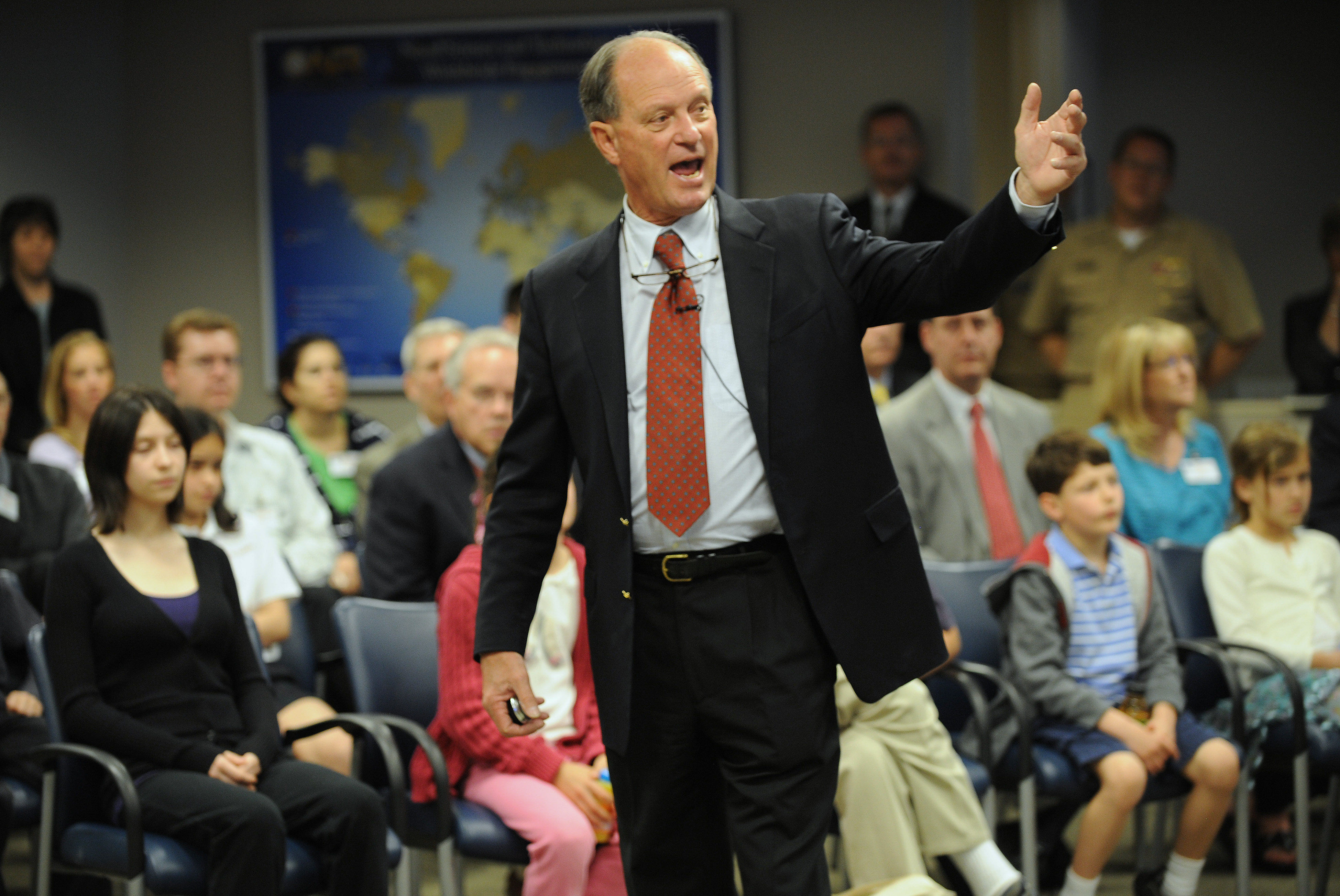
Роберт Баллард в Офисе морских исследований (Office of Naval Research, 18 апреля 2012)

В 1990-х Баллард основал Институт исследований, который специализируется на глубоководной археологии и морской геологии. Он объединил силы с «Мистическим аквариумом», расположенном в Мистике, Коннектикут. Они являются частью некоммерческой организации «Фонд морских исследований».

### Центр по исследованию океана и археологической океанографии
В 2003 году Баллард основал и возглавил «Центр по исследованию океана и археологической океанографии», и начал программу исследований в Высшей школе океанографии при Университете Род-Айленда.

### Чёрное море
В 1976 году Уиллард Баском предположил, что глубоко, в бескислородных водах Чёрного моря, возможно, сохранились античные суда, поскольку типичные организмы, пожирающие древесину, не могут выжить в таких местах. На глубине 150 метров содержится недостаточно кислорода для поддержки большинства биологических форм жизни. Экспедиция состоялась в 2000 году. В результате были найдены остатки судов и древние амфоры. Об этой экспедиции Роберт Баллард рассказывает в журнале «Корреспондент» от 2005 года.

## Награды и почётные звания
- «Международная награда Килби» получена в 1994 году[12].
- Медаль Хаббарда за выдающиеся географические открытия.
- «Медаль Кэрда» от Национального морского музея в 2002 году[12].
- Национальная гуманитарная медаль США (2003).